# Bistum Ajmer
Das Bistum Ajmer (lat.: Dioecesis Aimerensis) ist eine in Indien gelegene römisch-katholische Diözese mit Sitz in Ajmer.

## Geschichte
Das Bistum Ajmer wurde 1890 durch Papst Leo XIII. aus Gebietsabtretungen des Erzbistums Agra als Mission sui juris Rajputana errichtet. 1891 wurde die Mission sui juris Rajputana zum Apostolischen Vikariat erhoben.
Am 22. Mai 1913 wurde das Apostolische Vikariat Rajputana zum Bistum erhoben und in Bistum Ajmer umbenannt. Es wurde dem Erzbistum Agra als Suffraganbistum unterstellt. Das Bistum Ajmer gab am 11. März 1935 Teile seines Territoriums zur Gründung der Apostolischen Präfektur Indore ab. Am 13. Mai 1955 wurde das Bistum Ajmer in Bistum Ajmer und Jaipur umbenannt. Das Bistum Ajmer und Jaipur gab 13. September 1963 Teile seines Territoriums zur Gründung des Erzbistums Bhopal ab. Eine weitere Gebietsabtretung erfolgte am 3. Dezember 1984 zur Gründung des Bistums Udaipur. Am 20. Juli 2005 wurde das Bistum Ajmer und Jaipur durch Papst Benedikt XVI. in die Bistümer Ajmer und Jaipur geteilt.

## Territorium
Das Bistum Ajmer umfasst die Distrikte Ajmer, Baran, Barmer, Bundi, Kota, Jaisalmer, Jalaur, Jhalawar, Jodhpur, Pali, Sirohi und Tonk im Bundesstaat Rajasthan.

## Bischöfe
- Fortunat-Henri Caumont OFMCap, 1913–1930
- Mathurin-Pie Le Ruyet OFMCap, 1931–1938
- Guy-Léandre Le Floch OFMCap, 1939–1946
- Leo D’Mello, 1949–1978
- Ignatius Menezes, 1978–2012
- Pius Thomas D’Souza, 2012–2024
- John Carvalho, seit 2025